# Mengerova spužva
Mengerova spužva je fraktal kojeg je opisao austrijski matematičar Karl Menger 1926. godine. To je trodimenzionalni analogon tepihu Sierpińskog. Često se naziva Sierpiński-Mengerovom spužvom ili, netočno, samo spužvom Sierpińskog. Svaka strana Mengerove spužve je tepih Sierpińskog, a svaka dijagonala Cantorov skup. Fraktalna joj je dimenzija {\displaystyle {\frac {\log 20}{\log 3}}\approx 2.7268}.

## Konstrukcija
Počinje se s kockom (nulta iteracija) koja se podijeli na 27 jednakih kocaka (duljine stranice 1/3 početne). Nakon toga oduzme se 7 kocaka: središnja i 6 u središtima strana početne kocke (prva iteracija). Postupak se ponovi s preostalih 20 kocaka. Mengerova se spužva dobije kad broj iteracija teži u beskonačno. Na slici ispod su prikazane nulta i prve tri iteracije.

### Kaosustav iteriranih funkcija(IFS)
Moguće ju je načiniti pomoću 20 transformacija vjerojatnosti po 5%. Dvije su napisane u tablici, ostale se mogu dobiti analogijom iz transformacijâ za tepih Sierpińskog.
| vjerojatnost | transformacije |
| ------------ | --- |
| 5%           | {\displaystyle x_{n+1}={\frac {1}{3}}x_{n}} {\displaystyle y_{n+1}={\frac {1}{3}}y_{n}} {\displaystyle z_{n+1}={\frac {1}{3}}z_{n}}                |
| 5%           | {\displaystyle x_{n+1}={\frac {1}{3}}x_{n}+{\frac {1}{3}}} {\displaystyle y_{n+1}={\frac {1}{3}}y_{n}} {\displaystyle z_{n+1}={\frac {1}{3}}z_{n}} |
| itd.         | |